# Kazachstán na letních olympijských hrách
Kazachstán na letních olympijských hrách startuje od roku 1996. Toto je přehled účastí, medailového zisku a vlajkonošů na dané sportovní události.

## Účast na Letních olympijských hrách
| Dějiště LOH            | LOH      | Vlajkonoš                            | Zlatá medaile | Stříbrná medaile | Bronzová medaile | Celkem |
| ---------------------- | -------- | ------------------------------------ | ------------- | ---------------- | ---------------- | ------ |
| 1996 Atlanta           | LOH 1996 | Jermachan Ibraimov                   | 3             | 4                | 4                | 11     |
| 2000 Sydney            | LOH 2000 | Jermachan Ibraimov                   | 3             | 4                |                  | 7      |
| 2004 Athény            | LOH 2004 | Askat Žitkejev                       | 1             | 4                | 3                | 8      |
| 2008 Peking            | LOH 2008 | Bachyt Achmetov                      | 2             | 3                | 4                | 9      |
| 2012 Londýn            | LOH 2012 | Nurmachan Tinalijev                  | 3             | 1                | 7                | 11     |
| 2016 Rio de Janeiro    | LOH 2016 | Ruslan Žaparov                       | 2             | 5                | 10               | 17     |
| 2020 Tokio             | LOH 2020 | Kamshybek Kunkabayev Olga Rypakovová |               |                  | 8                | 8      |
| 2024 Paříž             | LOH 2024 |                                      |               |                  |                  | x      |
| Celkem                 | 7        |                                      | 14            | 21               | 36               | 71     |
| Zdroj na Olympedia.org |          |                                      |               |                  |                  |        |